# Velika žabousta
Velika žabousta (lat. Podargus papuensis) je vrsta ptice iz porodice žabousta. Rasprostranjena je u Australiji, Papui Novoj Gvineji, Indoneziji i Torresovom prolazu, te drugim otocima. Prirodna staništa su joj suptropske i tropske nizinske kišne šume.

## Taksonomija
Vrstu su prvi put opisali zoolog Jean René Constant Quoy i prirodoslovac Joseph Paul Gaimard 1830. Postoje tri podvrste: P. p. papuensis, P. p. baileyi and P. p. rogersi.

## Izgled
Ova ptica može biti duga 50-60 centimetara, s prosjekom od 53 centimetra. Teška je od 300 do 570 grama. Prosječna tjelesna masa je 380 grama. Kljun je loptast, a oči su crvene. Obrve su kremasto obojene, a krila su tamnija. Mužjaci su dosta veći i tamniji od ženki.

## Vanjske poveznice
|  | Zajednički poslužitelj ima stranicu o temi Podargus papuensis    |
|  | Zajednički poslužitelj ima još gradiva o temi Podargus papuensis |
|  | Wikivrste imaju podatke o taksonu Podargus papuensis             |